# Cal Senyor (el Masnou)
Cal Senyor és una obra del municipi del Masnou protegida com a bé cultural d'interès local.

## Descripció
Edifici civil. Format per una planta baixa, dos pisos i un terrat. Si bé aquests dos pisos estan formats per una finestra i un balcó, originalment, al lloc del balcó de la primera planta hi hagué una vitrina típica modernista. Malgrat la importància de l'edifici se li dona a la façana, com el mur lateral esquerra és visible exteriorment està decorat amb motius vegetals i geomètrics, estucats i pintats. Una de les característiques més interessants de l'edifici és el seu pati lateral, tancat amb un mur baix de pedra i molt poc freqüent dins de les construccions del Masnou. Pel que fa a la decoració es poden destacar les franges horitzontals de rajola de color vidriada, que recobreix tota la façana.

### Reixat[2]
Realitzat en ferro forjat. Serveix de tanca del jardí de Cal Senyor. La porta està formada per dues fulles mòbils i un coronament immòbil que ocupa la totalitat del conjunt.
A la seva composició domina fonamentalment la línia corba i els reganyols o acabaments en espiral.

## Història
L'edifici fou encarregat pel capità de vaixell Fèlix Maristany Colomer, que en fou el primer propietari. Sobre un edifici anterior es reedificà la façana l'any 1900, obra l'arquitecte Manuel Sabater Iglesias. L'any 1911 se'n construí el reixat, el jardí contigu i la façana actual, tot obra de Juli Maria Fossas i Martínez.